# イクシオン サーガ DT
『イクシオン サーガ DT』（イクシオン サーガ ディーティー、IXION SAGA Dimension Transfer）は、2012年10月から2013年3月まで放送されたテレビアニメ。カプコンのオンラインゲーム『イクシオン サーガ』を原作とするファンタジー作品。

## 概要
本作は、『イクシオン サーガ』のプロモーションの一角として企画されたメディアミックス作品である。ゲームより以前の、セントピリア帝国が分裂する前の時代を舞台としている。
企画を立ち上げるにあたりカプコンはアニメ専門チャンネルAT-Xに高松信司監督と脚本の大和屋暁の2人を紹介され、両名を迎えてのアニメ制作の打ち合わせが行われた。その打ち合わせの中で勢いで「アニメは煮るなり焼くなり好きにしてください」という流れになり、結果原作からは「煮るなり焼くなりどころか、切り刻んだあげく原形を留めていない」作風となって出来上がった。
そうなった理由として、カプコンの杉浦一徳は「今までにもオンラインゲームがアニメ化されたことはあるが、どれもヒットしたとまでは言えない」「自分なりの分析だが、ゲームを忠実に再現した内容だと、そこに相当のプラスαがないと、あまり受けないんじゃないか」と語っている。また、製作委員会の中でも「現在のアニメ作品は、1話目でインパクトを与えないと継続して観てもらえない」と指摘されたとも語っている。
従来のRPG風アニメに高松・大和屋作品特有のパロディ・メタ成分や下ネタなどのギャグ成分、お色気成分がふんだんに盛り込まれた作品であり、そのギャップもまた本作品を楽しむ要素のひとつとなっている。

## ストーリー
とある理由により、現代から「ミラ」と呼ばれる異世界へと飛ばされた主人公、火風紺（ほかぜ・こん）。そこは「アルマ」という神秘のエネルギーが万物に宿る世界。敵に襲われて絶体絶命のピンチの渦中だったエカルラート姫一行の前に現れた紺は、姫を助けることになる。右も左もわからないまま一行と行動を共にする紺。姫は婚礼のため、都を目指していたが、政略結婚であるその婚礼を阻む敵対勢力に、その命を狙われていたのだ。

## 登場人物
キャラクターの命名は、紺とエレクのみは高松、それ以外のキャラクターは大和屋が競走馬（大和屋が一口馬主をしていたハーツクライの産駒）からとって名付けた。

### ヒメ御一行
火風 紺（ほかぜ こん）
声 - 江口拓也
本作の主人公。17歳。三鷹市下連雀在住。彼女いない歴＝年齢（すなわち童貞）のゲーム好きな高校生である少年。次元を超えてきた者。エレク達からは「DT（Dimension Transfer）」と呼ばれるようになる。自宅でネットゲームをしていた所、ゲーム内でフローラと名乗る謎の女から声をかけられそれに答えた途端、異世界に飛ばされてしまう。空から落ちてきた勢いで偶然バリアシオンを倒し、ヒメ一行と出会い、運良くエレクを撃退したことで騎士（下僕）に任命され同行することになる。インドア派の典型的現代っ子で武術の心得なども皆無だが、頭の回転は早く口も達者で、あの手この手でピンチを乗り越えようとする。
タマツクレ温泉に浸かった際、増幅されたアルマエネルギーで全身が輝き続けるようになってしまい、ある町で「コンビカ様」という神として祭り上げられてしまう。やがてコンビカ教というウルガ教団に並ぶ一大勢力となり、（苦し紛れに）神殿建立までに至ったが、事が大きくなりすぎたので全てを捨てて逃げ出した。ホームシックに陥った時には地下レスリングで「コン・バトラー・ファイブ」のリングネームで出場させられた。
第11話におけるインコグニートとの戦いの際、エレクの放ったカリボールの一撃を受け、ヒメと共に行方不明になる。実は死んだと見せかけた作戦であり、ニセ葬儀まで行ってインコグニートの目を欺き、無事帝都に辿り着く。帝都で元の世界に帰る方法を調べるが見つからず、謎の助言から引き続きヒメ達に同行、ジャグラバーク領で川下りやドミノ倒しなど婚礼の儀を（ほぼ一人で）代行することになる。婚礼の儀を終えたことで完全にお役御免となるかと思いきや、ジャグラバーク暗殺未遂の罪を被ってしまい逃亡することとなった。逃亡中、とある遺跡に仲間たちと共に転送され自分を異世界に送り込んだ張本人のアルマフローラと対面、そしてウルガ教団の目的を聞かされ、世界を救ってと頼まれる。ハイペリオンの適性を見込まれ呼ばれたにもかかわらず、その力を使わずに現代っ子にありがちな自らのヘリクツ（口車）のみを駆使して戦争を終結させることに成功し、自分の世界に帰っていった。
装備はエレクから奪ったアルマギアの剣と、現実世界から付けていたヘッドフォンを首にかけている。アルマギアの剣は紺が使用するときはブースター付きのハンマーとなり、スピーカーになる機能も備えている。龍の形の高価な靴も購入したが第1話でしか着用せず、以降は普通のブーツを着用している。
名前の由来はカプコンの当て字である。部屋着は赤地のTシャツで左側胸部にカプコンの「COM」のロゴ入り。
エカルラート・ジュピトリス・セントピリア
声 - 三上枝織
本作のヒロイン。セントピリア帝国第36皇女。愛称は「ヒメ」。性格は無愛想。8歳ながらジャグラバーク卿と婚約するための旅の途中でエレクらに襲撃され、その時に紺と出会い、後に騎士に任命する。紺に蹴りをかましたり、パンチを食らわすなど、かなり破天荒な部分がある。
彼女を含むセントピリア一族王族には大活性期になると頭部に「大いなる兆し」（アホ毛）が現れ、大食いになったり物静かになったりと変化が起こる。そして3本立つと凶暴化（というより野生化）し、周りに身の毛が立つほどの恐怖を与える。最悪街が壊滅しかねないとも言われている。不機嫌やストレスも要因になり得るらしく、婚礼の儀最中にもストレスでアホ毛が出現しておりカラオケで暴君となり再び紺達を震えさせている（過去、ヒメがカラオケを披露した際、完璧に歌い上げるという理由で72時間同じ曲を歌い続けたため誰も逃げることができず、観客として居合わせた国の重鎮達が次々と倒れ国中の機関が約2カ月にも渡りマヒしたという逸話がある）。
自らの婚約に関しては達観しており、自分が結婚を受け入れれば当面の戦争は回避できるが、自分の代わりはいくらでもおりまた確実に戦争が回避できるかもわからないと推論している。
第11話にて、紺と共にカリボールの攻撃によって死亡したかと思われたが、死亡を偽装しつつ無事帝都に到着。帝都で皇帝の証を授かりジャグラバーク領で無事婚礼の儀を行うも、初夜の際にジャグラバーク卿の鼻毛を目の当たりにしてアホ毛が3本立ってしまい（「鼻毛」という言葉を聞くことすら嫌なほど苦手であるらしい）、暗殺未遂の罪（厳密に言うと紺が被っている）で逃亡することになる。第21話ではアルマフローラによって共に遺跡に転送させられ、そこで教団の思惑を聞く。そして他の人物と共にハイペリオンとしての力を手に入れ、自分を嵌めた教団に仕返しするため、遺跡の地下にある巨大ガチャポンから槍型のアルマギア（主にアルマエネルギーを放って攻撃する）を手に入れ、戦争回避のために奔走した。戦争終結後、紺が元の世界へ帰る際には涙ながらに別れを告げる。
セングレン
声 - 中井和哉
セントピリア帝国騎士。大剣を使う屈強な男性で、「鋼鉄のセングレン」と恐れられている。ヒメの護衛役として同行。真面目でヒメからの信頼も厚い。
当初は紺のことを信用していなかったが、2度もエレクを倒した紺を評価し心から信頼するようになる。普段は硬派な武人だが、デレデレした緩い顔になるほど猫を始めとする愛玩系動物が大好きな性癖がある。また、実は帝国首都大学を首席卒業している文武両道のエリートで、大学では建築・工学を修めていた。製図作業を行う際はメガネを着用する。
帝都では密かに虎のマスクを被り「タイガーマッスル」を名乗りAEM&P（アンチ・エンパイヤー・マッスル・アンド・ペット）で小動物を愛する革新派活動もしていたり、猫成分が足りなくなると1人でエア猫を愛でたりしている。
第21話では紺達と共に遺跡に転送されてハイペリオンの力を与えられ、巨大ガチャポンのハンドルを動かすために無駄な力を発揮。その後、紺の助言で数々の武器を出した中から大剣型のアルマギアを手にする。
マリアンデール
声 - 福山潤
エカルラート姫専属侍女。愛称は「マリアン」（紺からは「姉さん」）。二丁拳銃を武器にする。一見女性にみえるが性別は男性で、その経緯についてはセングレンやヒメから語られたが実は紺をからかうための嘘で、実際は全くの不明。無精髭である。
普段は清楚な女性のように振る舞い、男女関係無く人を惹きつける魅力を持つ。料理も得意でレパートリーに富み、大規模な料理も一人でこなせる。特に紺がホームシックに陥った際は紺の説明だけで大掛かりな錬金術のような手法でこの世界にはないハンバーガーとコーラを再現して見せた。音楽もこなせられ、紺曰く「完璧超人」。時に口調が荒くなったり、声が低くなったりと男性としての一面が出ることがある。帝都では密かにラ・セーヌの星の姿で「ジュテームの星」を名乗りAEG（アンチ・エンパイヤー・ガールズ）で新しいファッション（オカマ）の革新派活動もしている。帝都での婚礼の儀で「ドミノ」を闇商人から買い取る際にインコグニートと商人の引っ張り合いをし、エレクにタマがないことを知る。
第21話では紺達と共に遺跡に転送されてハイペリオンの力を与えられ、拳銃型のアルマギアを手にする。戦争終結後、エレクにタマを渡すことを提案し、イクシオンの秘術によって実行された。
ペット
声 - 細谷佳正
アルマフローラが紺に送り込んだアルマ生命体。飛膜があるためグライダーの様に滑空ができる。飛行帽を被り愛らしい姿をしているものの、紺は出会った時から強烈に（ほぼ逆恨みに近い理由で）毛嫌いしているが、カラオケ騒動の際にシチューの具にされそうになった時はさすがに紺も同情した。
序盤はなぜか様々な動物のような鳴き声を発していたが、実は人間同様の知性体で、オヤジ声の関西弁で流暢にしゃべることができる。胸には物理法則を無視して物を詰め込めるポケットがあり通信機を収納し、アルマフローラと密かに通信している。この姿は仮の姿のエネルギー体であるらしい。紺の親父とも告白しているものの真偽は不明。その後は他の仲間にも知られ、皆の前でも普通にしゃべるようになる。

### 特命旅団インコグニート
エレクパイル・デュカキス
声 - 神谷浩史
ウルガ教団の影の武力組織・インコグニートの隊長。通称「エレク」「ED」（フルネームを紺が略したもので、基本的に紺以外は呼ばない）。部下達からは「エレク様」と呼ばれている。ウルガ教団からの指令で政略結婚を阻止するためヒメを狙う。騎士道を重んじる生真面目な人物であり、それゆえに作中では何かと紺に遅れを取る。
紺を最大奥義で倒そうとするが、構えて力を高めている隙に股を蹴られ敗北、片玉全摘という屈辱を味わう。復帰してすぐ紺との再戦に臨むも、片玉全摘の影響で身体のバランスが悪くなっていたために敗北し、またもや股間に打撃を受けたため両玉全摘となってしまう（その影響で、言葉に｢た・ま｣という2文字を聞くと、玉を失ったトラウマに響いてしまう）。そのため戦線を離れ療養に出る。療養先で婚約者のエミリアと出会うが、自分の「負傷」のことをエミリアにどう話せばよいのか悩み、結局話し損ねている。リンパスの野望を打ち砕いた後、バリアシオンと共に静養しに来た「タマツクレ温泉」で偶然紺と出会って勝負を挑むが、不意打ちにより3度目の敗北を喫する。その後アルマフローラと再会し新たなるアルマギア・聖剣カリボールを受け取り、DTの討伐命令を下し彼とヒメの殺害に成功したかと思いきや、紺の策略に出し抜かれて無傷で帝都到着を許してしまい、上から待機命令が下って正規行動ができなくなったため、密かに婚礼の儀を邪魔しようとするも悉く失敗する。その際、ドミノ買占めの最中に偶然マリアンデールの股間に触り彼女(?)にタマがあることを知る。婚礼の儀が終わり任務失敗で落ち込んでいた所を部下に見られ、照れ隠しに紺達を追っていた兵士に斬りかかったため暗殺の共犯者に間違われることになる。逃亡中にアルマフローラによって遺跡に仲間達と共に転送され、そこで紺達と対面、全ての元凶は教団にあると聞かされる。部下たちがあっさりハイペリオンとなり、しかも自分がハイペリオンに選ばれた理由も申し訳程度だったことにショックを受けるものの、自分の正義に従って部下と共に教団に反旗を翻し、紺と共同戦線を張る。戦争終結後、紺と決着を付けようとしたがマリアンからタマをもらうことになり、紺を恨む原因が解消されたことで中断された。
初戦の際に紺が大声で叫んだDTという言葉だけが頭に残っており、以後紺のことを名前ではなく「DT」と呼んでいる。そのため、部下たちの間でも「DT」の呼称が定着していた。
バリアシオン
声 - 梶裕貴
インコグニートの副師団長。幹部クラス中でも最年少であり、子供扱いされることを嫌う。ブルー色の髪でおかっぱ。実は拷問好きのドS。性格のせいか、ヒメにもタメ口。
第1話では兵を率いてヒメ達を追撃し、あと一歩のところまで追いつめたが、突如頭上から現れた紺に潰され敗北。無様な負け方をしてかなり恥じている様子。
エレクの静養先に付いていき、その先で婚約者であるエミリアと出会う。彼女から怪我の原因を聞かれたが、「自分も聞かされていない身だが、いずれ再起してくれることを信じている」と答える。エレクがリンパスに玉蹴りされても平気であった場面を見て、鋼の錬金玉師（別名：ハガキン）と言って益々エレクを慕うようになる。
インコグニートでは一番の常識人ではあるが、上記の通りのドSであり、敵をじわじわと苦しめながら倒すのを快楽としていたり、幼い頃はアリの巣に水を流し込んで巣の中のアリを皆殺しにしたりすることを趣味にしていたりという危ない一面もある。
ただし本編中ではほとんど描写されることはなく、ヒメ暗殺のために飛行船に忍び込んだ際は自らドSと名乗るが、ヒメの言動に思う所があったのか見逃している。その後、単独で教団本部に潜入し真意を知ったことで消されそうになったところ、アルマフローラの転移により一時的に助かり、ハイペリオンとなってアルマギアの残り物のいくつかを持った状態で教団本部に戻された。再度の逃亡途中でウルベリオンと交戦し、瀕死の重傷を負うものの、ギュスターヴによってあっさり回復した。
DT討伐時はエレクから譲り受けた剣状のディーディオスを使用。セングレンの剣術を圧倒する。
ギュスターヴ
声 - 鈴村健一
インコグニート幹部。リーダーシップが強く周囲のまとめ役的な存在にしてムードメーカー。癖のある長い赤髪。
女遊びが趣味でことあればキャバクラ遊びもしており、修行（?）の末、必殺技・キャバクラッシュを会得する。しかしそのせいか、妻・キャロラインに逃げられバツイチ。幼い娘が1人おり、親権を持つ元妻に養育費を支払っている。
泣き上戸で、この状態でバツイチを突っ込まれると激しく絡まれる。女好きが高じるあまりエロ本にも目がなく、紺が仕掛けたエロ本トラップに易々引っかかる、尾行作戦の際には、セングレンの目を欺くためなかば無意識に手に取った書籍がエロ本だったりと、女関連が弱点といってよい。また、思ったことをモノローグ風であろうとその場で口に出す癖があり、KTに突っ込まれている。本人によるとキャバクラが好きなわけではなく本当に好きなことはキャバ嬢とのアフターや同伴。一見おちゃらけているが、レオンによると戦闘力はバリアシオンやKTよりも上であるらしい。 DT討伐時はエレクから譲り受けたライフル型のディーディオスを使用。
紺の討伐後、本当に死んだかどうか疑問を抱きKTとともにセングレンとマリアンの行動を調査するが、結局一行の芝居に騙されて取り逃がしてしまう。第21話で遺跡に転送させられた際には、紺達が巨大ガチャポンから出したアルマギアの残り物をいくつか持ち出し、負傷したバリアシオンを治療した。
よく任務中に単独行動し、キャバクラに寄っていたと言い訳をしていたが、実はキャバクラに通い過ぎたせいで別れた子持ちの妻・キャロラインの養育費が滞り、弁護士に直談判して猶予をもらおうとしていた。その際にはペットと同じ通信機を使用していた。
レオン
声 - 杉田智和、津田健次郎（トレンチ変装時）
インコグニート幹部。クールな外見で冷静沈着、自己鍛錬に余念がないストイックな男。黒髪の長髪。紺の強さを認めており、手合わせしたいと思っている。本人は否定しているが、真性ドM。バリアシオンに拷問された敵兵のことを聞き「羨ましい」と呟いたり、ヒメの足蹴に興奮したりとかなりの変態的思考の持ち主である。幼い頃は裸になって全身をアリに這わせていたらしく、その頃からMに目覚めていた。
エレク不在中は休暇を取り自らの身体を苛める修行を行っていたが、ギュスターヴ達からはMと評された。修行の末に必殺技「スーパーゴールデンハイスピード以下略」を会得した。
生来のドM気質から仕掛けられた拘束具（紺によるトラップ）を発見すると、周囲の制止もきかず恍惚の表情を浮かべながら自縄自縛してしまい、紺の思惑通りの結果となった。
第21話ではエレク・KTと共に逃亡中に転送させられ、他のメンバー同様ハイペリオンとなった。
KT（ケーティー）
声 - 斎賀みつき
インコグニート幹部。中性的な美しさを持つ金髪碧眼の青年のようだが「男装の麗人」で実は女性。インコグニートの面々からは男性として接されており、本人もバレてないと思っていたが、実はエレク以外は全員知っていた。ギュスターヴの元妻・キャロラインとは女学校時代の同級生で現在も交流がある。
団長であるエレクに猛烈に心酔しており、半ば忠誠心とは別の感情を抱いている。
酔うとオネェ言葉（メンバー曰く乙女化。下ネタや卑猥妄想など性的に軽い感じも表に出る）になる。エレクの静養に付き合ったバリアシオンに嫉妬の感情を抱く。
度を越えた酒好きのため紺の仕掛けた酒トラップになかば正気を失い引っかかる寸前までいくも、ギュスターヴの機転をきかせた行動によりことなきを得る（本人はいたく不服だった模様）。
紺の討伐後、ギュスターヴとともにセングレンとマリアンの行動を監視するが、結局芝居であることに気づくことはなかった。
第21話ではエレク・レオンと共に逃亡中に転送させられ、他のメンバー同様ハイペリオンとなった。

### セントピリア帝国
セントピリア皇帝
声 - 永井一郎
第15話より登場。セントピリア帝国の皇帝でヒメの父。一見ボケ老人のような振る舞いだが、所々に核心を付くような言動をする。戦争終結後に健康を理由に退位する。
第25話ではナレーションも担当。
国務大臣
声 -  宮原弘和
セントピリア帝国の国務大臣。たびたび皇帝に誰であったか忘れられる。

### ジャグラバーク領
ナボコフ・ジャグラバーク卿
声 - 遊佐浩二
ヒメの婚約相手のジャグラバーク領領主。金髪で長髪の長身。オープニングでは第1話から姿を現していたが、本編に姿を現したのが第15話が初めてだった。
ウルガ教団とも通じており、ヒメ暗殺にも関わっていた。
プライベートでは極度のぬいぐるみフェチで、ネズミのぬいぐるみ(パペット)を手につけ自らを「ナボタン」と呼ばせ、ヒメにはエリマキトカゲの着ぐるみを着せさせた。また、その間挙動・言動・声色が人形劇のキャラクターのような状態になる。その性癖自体はヒメも許容したものの、初夜の際に（ウルガ教団の策略により）鼻毛が出ていたせいでヒメにタコ殴りにされ、婚約は破談となってしまう。ヒメとの破談および自身の暗殺未遂を口実に、セントピリア帝国と戦争間際の状態になるが、紺の一計によって兵が逃亡したため回避される。戦争終結後は性癖が明らかになり失脚、権力を幼い甥に委譲する。
副官コニターン
声  -  小西克幸
第15話より登場。ジャグラバークの副官。
帝都では「ミスターZ」を名乗り反帝国勢力・AEP（アンチ・エンパイヤー・ピープル）の活動もしており、タイガーマッスルやジュテームの星とは因縁の関係。
なお、アフレコ時には名前は決まっておらず、後に担当声優の小西の名前からキャラクター名が後付けされたという経緯がある。
ヨドガワ・アラン
声 - 白石涼子
イクシオン研究所長。小柄な少年で、初対面の時はシルエットに江戸川コナンのような蝶ネクタイ型変声機（声 - 小山力也）で声を変えていた。部下として2人の受付嬢（声 - 白川愛実、七瀬亜深）を従えている。ハイペリオン研究のためオルビディアの情報と交換に紺に色々な実験を強要するが、紺が欲しい情報がないと分かり立ち去ろうとすると拘束して解剖しようと強硬手段に出る。
儀典長マイネス
声 - 佐藤晴男
18の婚礼の儀を取り仕切る儀典長。

### ウルガ教団
大司教タウレプトン
声  -  橘正幸
第16話より登場。セントピリア帝国の国教である「ウルガ教団」の大司教。教団の望む世界の実現のため何かを企んでいる。
世界征服を目論み、セントピリア帝国とジャグラバーグ両陣営に協力したと見せかけて両軍を衝突させようとするが、紺の策により失敗。最終兵器フォレゾーを出現させる。しかしフォレゾーを奪われてしまい、逃亡もインコグニートに阻まれて野望は潰え、戦争終結後に裁判にかけられ全てを失う。
上官
声 - 前田邦宏
名前は不明。エレクの上司で、ウルガ教団の幹部。姿を現さず通信装置でエレクに指令を与える。
ゲオルギュー
声 - 矢部雅史
第6話登場。ウルガ教団が収監している囚人で、ヒメ暗殺のために送り込まれた稀代の暗殺者。人肉に異常な執着を示す狂人だが、運悪くヒメの大活性期に遭遇し倒される。その後子供達から爺さんと呼ばれ子供達に怖い話を聞かせながらひっそりと余生を送っている。
ウルベリオン指揮官
声 - 藤原啓治
第24話登場。ウルガ教団のウルベリオン指揮官。台詞の冒頭に「クックックッ」と付けたがる。紺達を妨害するためにウルベリオンを従えて立ち塞がるが、助太刀に入ったエレクに撃退された。

### その他
アルマフローラ
声 - 新谷良子
紺を異世界に送り込んだ謎の女性。ネットゲーム上では「フローラ」と名乗り、エレクには「アルマフローラ」と名乗っていたが、ただのハンドルネームであるらしく本名は不明。終盤では「謎の女」を自称したため、紺からは「謎子」と呼ばれるようになる。イクシオンの民であり、紺が異世界ミラに来てからは遠からず彼のことを見守っている。エレクとも旧知で、以前にも彼をハイペリオンと認めアルマギアを渡している。その後、新しい剣「カリボール」をエレクに授ける。第21話では紺とエレクとその一行をある遺跡に転移させ、「特別な力」によって紺とエレク以外にもハイペリオンの力を与え、改めて戦争の回避を依頼する。自身も思いもしなかった紺の機転によりウルガ教団の陰謀は打破され、その後イクシオンの秘術でマリアンとエレクのタマの移植を行うことになり、紺を元の世界に帰した。
医師
声 - 八奈見乗児
名前は不明。年配の医師。眼鏡を掛けている。エレクが負傷した時に手術による治療を行ったが、玉の全摘を防ぐことはできず、エレクにそれを宣告した。また、第13話にも似たような医師（声  - 増谷康紀）が登場しているが同一人物かは不明。
エミリア
声 - 遠藤綾
エレクの婚約者。性格はお淑やか、容姿端麗で絵に書いたようなお嬢様。エレクを心から慕い、婚約前から毎日屋敷に通っている。戦場で「名誉の負傷」を負って静養しに来たエレクを心配している。その原因は聞かされていないが、エレクのことを心から信じ、彼の帰りを待つのであった。
セバスチャン
声 - 河本邦弘
エレクの執事。静養しに来た別荘でエレク達の身の回りのお世話を担当する。
ガブリエラ
声 - 新井里美
リンパスの妹。エレクを色仕掛けで誑かし輿入れを狙っていたが、兄リンパスの敗北により潰れる。
リンパス
声 - 宮下栄治
エレクの遠縁。最初は名誉負傷をしたエレクを励ますために別荘に来たという、いい人の仮面をかぶっていた。ダスカス家が落ち目になったため、ガブリエラにエレクを落とさせ、卑怯な勝負で財産を奪おうとするだけでなく、失恋し傷ついたエミリアをも奪おうと考えていた。代役まで使ったエレクとの勝負に負け、最後は玉蹴りという卑怯な方法で不意打ちを試みたが、玉を失っているエレクには効かずただ逆鱗に触れただけに終わり、アッパーを食らわされてしまう。
シコデリオ、アグアヨ、ソリタリオ、ベラスコ、サタニコ、ブカネロ、ゲレーロ
声 - 前田邦宏
リンパスの代わりにエレクと勝負したマスクマン達。名前は違えど顔や姿はまったく同一で、次々に現れて数的有利を作った。しかしエレクの実力には遠く及ばず、一人ずつ一発で倒されてしまった。全員実在するルチャドールのリングネームから名前を取っている。
グラン・エクソティコ
声 - 松山鷹志
リンパスの代わりにエレクと勝負したモンスター。

チャラ男A（第5話登場）
声 - 歌広場淳（ゴールデンボンバー）特別出演
ヒメ御一行が第5話で立寄ったリゾート地でマリアンに話しかけてきた、帽子を被り赤髪で黄緑縁眼鏡をかけたチャラ男｡

祭司
声 - 大塚周夫
第8話登場。紺を神に祭り上げた祭司。
タクミ族 親方
声 - 魚建
アルマフローラの依頼で聖剣カリボールを造る。
司会者
声 - ボンバー森尾
ブラッドハート
声 - 日向とめ吉
ジャックランタン
声 - 高口公介
スカルマーダー
声 - 雨宮弘樹
ガルボーン
声 - 杉野博臣
コテッツァー・ヤマモットー
声 - 山本兼平
カリナ
声 - 松嵜麗
紺が死亡した（と思われた）後の調査中に、ギュスターヴが調査と称して立ち寄ったキャバクラのキャバ嬢。スリーサイズと彼氏の有無をギュスターヴの尋問と称した追加料金により話す。しかし、泥酔したギュスターヴが撃沈した後は、酔った感じもなく別の客を相手にしていた。
ミランダ
声  - 小林ゆう
第13話に登場した、少女漫画のヒロインのような夢見がちな女。しかし姿に似合わず怪力、思い込みが激しく惚れっぽく妄想癖も激しい。両親（声  - 若林辰也（父）、中村美香（母））と暮らし祖母もいるが、その性格と粗野な振る舞いに怪我が絶えない。彼女の破天荒な行動は両親を含め町の住人達全員、頭を抱えるくらいで、彼女を見かけた人達は即座に逃げ出す。
体調を崩した紺とぶつかったときに（一方的に）運命の出会いをしボコボコに殴り、勝手に逆恨みをして紺にトドメを刺そうとしたり愛の告白を強要したり、さらに決闘を挑んだりした。決闘に勝ち（なぜか）散々罵倒し紺を振るも、紺達が旅立つときにはセングレンにときめいていた。
ヒメ御一行の兄
声 - 森川智之（マリアンの兄）、速水奨（ヒメの兄）、石井康嗣（セングレンの兄）
第23話登場。ヒメ達の迎撃に現れた、それぞれの兄。彼らの存在からヒメ達は一時的に戦意を失いかけた。マリアンの兄はジャグラバーグの傭兵、ヒメの兄は帝国軍リーダー、セングレンの兄はウルガ教団の兵。

## 用語
ミラ
紺のいた現実世界とは別の異世界。大陸ではセントピリア帝国がアルマを独占している。後にジャグラバーク連邦とラガルト皇国に分裂することになる。言語文字はミラ独自のものを使用する。
アルマ結晶
ミラの世界にある主にエネルギー源として利用される万能鉱石。アルマギアの力はこれを動力源としている。下記のようにタマツクレ温泉のような温泉の成分にもなり、体に蓄積されることもある。
ハイペリオン
「高い天を行く者」という意味を持つ、アルマの力を自在に使いこなす存在。選ばれたものしかなれないと言われていたが、実はイクシオン人であるアルマフローラが力を与えれば誰でもなることができ、紺とエレクだけでなく、ヒメ一行およびインコグニートのメンバーがさしたる苦労も無くハイペリオンになった。
アルマギア
ハイペリオンのみが使いこなせる、アルマの力を最大限に引き出す武器。様々な形状のものが存在する。
オルビディア
遥か昔にイクシオン人が浮かべたとされる伝説の大陸。紺は元の世界に帰る手がかりを得るためにその地を目指していたが、封印されて中に入ることができないため、実は全くの無駄だった。
マイド族
妖精のような姿の商魂逞しい亜人種。合言葉は「マイドッ!」。
タクミ族
手先が器用な亜人種。作中では、製造の難しいアルマギアの剣（カリボール）を制作し、EDに渡している。同時に、ディーディオスも製造している。
チャリオット
第2話でエレクの使った大型戦車。巨大な砲頭と機銃を備える。砲弾で攻撃するもエレク自身がバランスを崩したため照準がずれ、最終的に紺のアルマギアの一撃で木端微塵に粉砕される。
ディーディオス
アルマフローラからインコグニートに与えられた常人でも使える強力な武器。剣、盾、銃などが存在。
マンゴネル
インコグニートの新型戦車。
タマツクレ温泉
アルマ鉱石が鉱泉となって湧き出している回春の秘湯。腰痛やリウマチ、下半身機能向上の効用があるらしい。室内湯、露天風呂、足湯など各設備が豊富で、大人向けの娯楽施設（主に風俗）も多数設置されている。
名前は玉造温泉のパロディ。
ウルベリオン
声 - 前田邦宏（1号-4号）
ウルガ教団が作り出した人造ハイペリオン。無理な強化の反動で精神に異常をきたしているが、肝心な時にだけシャッキリさせるという方法で対応している。戦闘力は本物のハイペリオンには及ばないが、かなりの数が生産されており、数の力で一行を苦戦させた。戦争終結後、肉体労働に従事している。
フォレゾー
声 - 杉田智和
ウルガ教団の隠し玉である巨大生物兵器。青くモフモフしたとてつもない巨体の持ち主。最初はポケモンのように声を発しなかったが、実は普通に会話できる。ハイペリオンとなった一行の攻撃すら全く通じなかったが、紺の口車によって反省して寝返り、戦後は紺の勧めで無人島に移住した。
大司教タウレプトンによると、条件さえ満たせばフォレゾーをもう一匹造ることもできるようだ。

## スタッフ
- 原作 - 『イクシオン サーガ』（カプコン）
- 監督・音響監督 - 高松信司
- シリーズ構成 - 大和屋暁
- キャラクターデザイン・総作画監督 - 竹内進二
- メカ&プロップデザイン - 小川浩
- 色彩設計 - 歌川律子
- 美術監督 - 小濱俊裕（ - #14）、木下了香
- 美術設定 - 青木薫
- 撮影監督 - 大熊義明
- 編集 - 瀬山武司
- 音楽 - Elements Garden（藤田淳平、藤間仁）
- プロデューサー - 川原陽子、早川泰彦、清水美佳、大野亮介、森尻和明
- 制作プロデューサー - 小林辰与、神部宗之
- プロデュース - ジェンコ
- アニメーション制作 - ブレインズ・ベース
- 製作 - イクシオン サーガ DT製作委員会

## 主題歌
ゴールデンボンバーとイクシオン サーガ DTのスペシャルコラボ。
オープニングは歌詞部分に無理やり本作の世界観に合わせた歌詞が表示されており、正しい歌詞はルビで表記されている。
オープニングテーマ
「DT捨テル」（第1話 - 第12話）
作詞 - 鬼龍院翔、やしきん、山田くも / 作曲 - 鬼龍院翔 / 編曲 - 鬼龍院翔、tatsuo / 歌詞表記 - 高松信司 / 歌 - ゴールデン・イクシオン・ボンバー DT
参加キャスト - 火風紺（江口拓也）、セングレン（中井和哉）、マリアン（福山潤）、ヒメ（三上枝織）、ペット（細谷佳正）
原曲「元カレ殺ス」（メジャー7thアルバム『ゴールデンベスト〜Brassiere〜』に収録）を本作の内容に合わせ歌詞を変えた曲。第25話ではエンディングテーマとして使用。
「DT捨テル（紺Ver.）」（第13話 - 第24話）
作詞 - 鬼龍院翔、やしきん、山田くも / 作曲 - 鬼龍院翔 / 編曲 - 鬼龍院翔、tatsuo / 歌詞表記 - 高松信司 / 歌 - ゴールデン・イクシオン・ボンバー DT
上記の曲を紺役の江口が歌うバージョン。歌詞は同じく1番。2番をOPとして流すことが検討されていたが、諸事情により止められている。第25話ではOPが歌い出し部分でカットされており、クレジットにも表記がない。

エンディングテーマ
「レッツゴーED」（第2話 - 第12話）
作詞 - 鬼龍院翔、やしきん、山田くも / 作曲 - 鬼龍院翔 / 編曲 - 鬼龍院翔、tatsuo / 歌 - ゴールデン・イクシオン・ボンバー DT
参加キャスト - エレクパイル（神谷浩史）、バリアシオン（梶裕貴）、レオン（杉田智和）、ギュスターヴ（鈴村健一）、KT（斎賀みつき）
第1話はエンディングがなかったため未使用。原曲「レッツゴーKY」（メジャー8thアルバム『ゴールデン・アワー〜上半期ベスト2010〜』に収録）を本作の内容に合わせ歌詞を変えた曲。
「レッツゴーED（エレクVer.）」（第13話、第14話）
作詞 - 鬼龍院翔、やしきん、山田くも / 作曲 - 鬼龍院翔 / 編曲 - 鬼龍院翔、tatsuo / 歌 - ゴールデン・イクシオン・ボンバー DT
上記の曲をエレク役の神谷が歌うバージョン。歌詞は2番からになる。
「DT音頭」（第15話 - 第18話）
作詞 - やしきん / 作曲 - eba / 歌 - DT御一行
「○○たま」（第19話）
作詞 - 大和屋暁 / 作曲・編曲 - やしきん / 歌 - エレク（神谷浩史）
本回で歌われたバージョンは伏字がなく「き…」で止められるバージョン。
「DT」（第19話）
作詞 - 大和屋暁 / 作曲・編曲 - 藤田淳平 / 歌 - 火風紺（江口拓也）
「Stand Up! ED」（第20話 - 第24話）
作詞・作曲 - やしきん / 歌 - ED御一行

挿入歌
「女々しくて」（第2話）
歌 - ゴールデンボンバー
「どっちつかずのダイナマイト」（第19話）
作詞 - 大和屋暁 / 作曲・編曲 - 藤間仁 / 歌 - マリアン（福山潤）
「ニャーミー」（第19話）
作詞 - 大和屋暁 / 作曲・編曲 - 藤田淳平 / 歌 - セングレン（中井和哉）
「Mな歌」（第19話）
作詞 - 大和屋暁 / 作曲・編曲 - やしきん / 歌 - レオン（杉田智和）
「全て俺のモノ」（第19話）
作詞 - 大和屋暁 / 作曲・編曲 - eba / 歌 - バリアシオン（梶裕貴）
「獣の歌」（第19話）
作詞 - 大和屋暁 / 作曲・編曲 - 藤間仁 / 歌 - ペット（細谷佳正）
「いつもあなたを」（第19話）
作詞 - 大和屋暁 / 作曲・編曲 - 藤間仁 / 歌 - KT（斎賀みつき）
「バツイチ」（第19話）
作詞 - 大和屋暁 / 作曲・編曲 - yamazo / 歌 - ギュスターヴ（鈴村健一）
「絶対服従」（第19話）
作詞 - 大和屋暁 / 作曲・編曲 - 藤田淳平 / 歌 - ヒメ（三上枝織）
24話のテレビ放送版では、2001年宇宙の旅の「ツァラトゥストラはかく語りき」やジョン・レノンの「イマジン」が使用された。ネット配信版では差し替えられている。

## 各話リスト
| 話数   | サブタイトル                    | 脚本       | 絵コンテ | 演出       | 作画監督                                                     |
| ------ | ------------------------------- | ---------- | -------- | ---------- | ------------------------------------------------------------ |
| 第1話  | DT（Dimension Transfer）        | 大和屋暁   | 高松信司 | 吉村愛     | 中野圭哉                                                     |
| 第2話  | ED（Erecpyle Dukakis）          | 大和屋暁   | 山本天志 | 古谷田順久 | 小倉寛之、坂本ひろみ                                         |
| 第3話  | NK（Newcomer v.s. Kon）         | 大和屋暁   | 二瓶勇一 | 浅見松雄   | 南伸一郎                                                     |
| 第4話  | PK（Pretty kama）               | 千葉克彦   | 河村智之 | 日巻裕二   | 森田実                                                       |
| 第5話  | BL（Beautiful Life）            | 横手美智子 | 寺澤伸介 | 寺澤伸介   | 寺澤伸介                                                     |
| 第6話  | HG（Highness Guardians）        | 横手美智子 | 高橋秀弥 | 高橋秀弥   | 中野圭哉                                                     |
| 第7話  | KO（Keep On）                   | 大和屋暁   | 松田清   | 松田清     | 徳田夢之介                                                   |
| 第8話  | SM（Shining Master）            | 千葉克彦   | 山本天志 | 浅見松雄   | 南伸一郎                                                     |
| 第9話  | IT（Incognito Trial）           | 大和屋暁   | 水本葉月 | 水本葉月   | 今岡大                                                       |
| 第10話 | HS（Home Sick）                 | 千葉克彦   | 西澤晋   | 浅見松雄   | 森田実                                                       |
| 第11話 | UV（Unexpected Victory）        | 大和屋暁   | 二瓶勇一 | 関野関十   | 小倉寛之、坂本ひろみ                                         |
| 第12話 | BE（Behavioral Examination）    | 大和屋暁   | 高橋秀弥 | 高橋秀弥   | 本橋秀之                                                     |
| 第13話 | AC（Accidental Contact）        | 横手美智子 | 田中良   | 小野田雄亮 | 徳田夢之介                                                   |
| 第14話 | EV（Evidence Veiled）           | 横手美智子 | Royden B | 追崎史敏   | 滝吾郎                                                       |
| 第15話 | MT（Midnight Trial）            | 千葉克彦   | 寺澤伸介 | 寺澤伸介   | 寺澤伸介                                                     |
| 第16話 | HB（Hit Back）                  | 大和屋暁   | 山本天志 | 高橋秀弥   | 中野圭哉                                                     |
| 第17話 | BS（Bridal Service）            | 千葉克彦   | 本田敬一 | 浅見松雄   | 本田敬一                                                     |
| 第18話 | FO（Formality and Obstruction） | 横手美智子 | 芝久保   | 浅見松雄   | 福島豊明                                                     |
| 第19話 | OK（Off Key）                   | 大和屋暁   | 許平康   | 関野関十   | 徳田夢之介                                                   |
| 第20話 | XP（Xing Point）                | 横手美智子 | 中野英明 | 中野英明   | 森田実                                                       |
| 第21話 | MG（Metamorphose at Gate）      | 千葉克彦   | 高橋秀弥 | 高橋秀弥   | 中野圭哉、坂本ひろみ 徳田夢之介                              |
| 第22話 | BC（Before Crisis）             | 大和屋暁   | 西澤晋   | 吉沢俊一   | 今岡大、山村俊了                                             |
| 第23話 | NM（No Margin）                 | 千葉克彦   | 田中良   | 浅見松雄   | 本田敬一                                                     |
| 第24話 | K1（Knighthood）                | 大和屋暁   | 二瓶勇一 | 関野関十   | 斉藤良成                                                     |
| 第25話 | K2（Kon of Knack）              | 大和屋暁   | 山本天志 | 高橋秀弥   | 今岡大、坂本ひろみ 徳田夢之介、中野圭哉 本田敬一、渡部由紀子 |

## 放送局
| 放送地域       | 放送局             | 放送期間                      | 放送日時           | 放送系列         | 備考             |
| -------------- | ------------------ | ----------------------------- | ------------------ | ---------------- | ---------------- |
| 関東広域圏     | テレビ東京         | 2012年10月7日 - 2013年3月31日 | 日曜 25:05 - 25:35 | テレビ東京系列   |                  |
| 日本全域       | AT-X               | 2012年10月8日 - 2013年4月1日  | 月曜 20:30 - 21:00 | アニメ専門CS放送 | リピート放送あり |
| 愛知県         | テレビ愛知         | 2012年10月9日 - 2013年4月2日  | 火曜 26:35 - 27:05 | テレビ東京系列   |                  |
| 北海道         | テレビ北海道       | 2012年10月10日 - 2013年4月3日 | 水曜 26:05 - 26:35 | テレビ東京系列   |                  |
| 岡山県・香川県 | テレビせとうち     | 2012年10月11日 - 2013年4月4日 | 木曜 26:15 - 26:45 | テレビ東京系列   |                  |
| 大阪府         | テレビ大阪         | 2012年10月13日 - 2013年4月6日 | 土曜 26:25 - 26:55 | テレビ東京系列   |                  |
| 福岡県         | TVQ九州放送        | 2012年10月13日 - 2013年4月6日 | 土曜 26:25 - 26:55 | テレビ東京系列   |                  |
| 日本全域       | ニコニコ生放送     | 2012年10月15日 - 2013年4月8日 | 月曜 23:00 - 23:30 | ネット配信       |                  |
| 日本全域       | ニコニコチャンネル | 2012年10月15日 - 2013年4月8日 | 月曜 23:30 更新    | ネット配信       |                  |

## 関連商品

### Blu-ray / DVD
初回限定特典として『今だから言わせてもらいますっ!』ツッコメンタリー（江口拓也、神谷浩史、中井和哉〈第10話・第11話のみ〉、福山潤、三上枝織、細谷佳正、梶裕貴、杉田智和、鈴村健一、斎賀みつき、高松信司、新谷良子〈第7話以降〉によるコメンタリー）、映像特典「マジでガチでIXION SAGAやっちゃいました!」、ノンクレジットOP・ED、封入特典「ブックレット インタビュー」を収録。
| 巻 | 発売日        | 収録話          | 規格品番   | 規格品番   |
| 巻 | 発売日        | 収録話          | BD         | DVD        |
| -- | ------------- | --------------- | ---------- | ---------- |
| 1  | 2012年12月5日 | 第1話 - 第4話   | PCXG-50191 | PCBG-52171 |
| 2  | 2013年1月9日  | 第5話 - 第7話   | PCXG-50192 | PCBG-52172 |
| 3  | 2013年2月6日  | 第8話 - 第10話  | PCXG-50193 | PCBG-52173 |
| 4  | 2013年3月6日  | 第11話 - 第13話 | PCXG-50194 | PCBG-52174 |
| 5  | 2013年4月3日  | 第14話 - 第16話 | PCXG-50195 | PCBG-52175 |
| 6  | 2013年5月1日  | 第17話 - 第19話 | PCXG-50196 | PCBG-52176 |
| 7  | 2013年6月5日  | 第20話 - 第22話 | PCXG-50197 | PCBG-52177 |
| 8  | 2013年7月3日  | 第23話 - 第25話 | PCXG-50198 | PCBG-52178 |

### CD
| 発売日        | タイトル                        | 規格品番                                                                               |
| ------------- | ------------------------------- | -------------------------------------------------------------------------------------- |
| 2012年11月4日 | DT捨テル／レッツゴーED          | PCCG-90083（初回盤A） PCCG-90084（初回盤B） PCCG-90085（初回盤C） PCCG-90086（通常盤） |
| 2013年2月27日 | IXION SAGA DT CHERRY BEST of DT | PCCG-01334                                                                             |
| 2013年2月27日 | IXION SAGA DT GOLDEN BEST of ED | PCCG-01335                                                                             |

### 書籍
- イクシオン サーガ DT 本（2013年6月20日、ポニーキャニオン、ISBN 978-4-901637-92-3）

## WEBラジオ
『イクシオン サーガ PR』のタイトルで2012年9月25日から2013年3月26日まで、HiBiKi Radio Stationと音泉で隔週火曜に配信された。パーソナリティは江口拓也（火風紺 役）。また、ニコニコ生放送では不定期に『イク生！ PR』が配信された。
ゲスト
イクシオン サーガ PR
- #1（2012年9月25日） - 細谷佳正（ペット 役）
- #2,3（2012年10月9日、23日） - 神谷浩史（エレクパイル・デュカキス 役）
- #4,5（2012年11月6日、20日） - 福山潤（マリアンデール 役）
- #6,7（2012年12月4日、18日） - 三上枝織（エカルラート・ジュピトリス・セントピリア 役）
- #8（2013年1月1日） - 中井和哉（セングレン 役）
- #9,10（2013年1月15日、29日） - 杉田智和（レオン 役）
- #11（2013年2月12日） - 梶裕貴（バリアシオン 役）
- #12（2013年2月26日） - 斎賀みつき（KT 役）
- #13（2013年3月12日） - 鈴村健一（ギュスターヴ 役）
- #14（2013年3月26日） - 細谷佳正（ペット 役）、高松信司監督

イク生！ PR
- #1（2012年11月29日） - 三上枝織（エカルラート・ジュピトリス・セントピリア 役）
- #2（2013年1月15日） - 梶裕貴（バリアシオン 役）
- #3（2013年2月6日） - 福山潤（マリアンデール 役）

関連商品
| ラジオCD「イクシオン サーガ PR」 | ラジオCD「イクシオン サーガ PR」 | ラジオCD「イクシオン サーガ PR」 | ラジオCD「イクシオン サーガ PR」        | ラジオCD「イクシオン サーガ PR」 |
| Vol                              | 発売日                           | 過去の配信回                     | 新規撮り下ろし特別版ゲスト              | 規格品番                         |
| -------------------------------- | -------------------------------- | -------------------------------- | --------------------------------------- | -------------------------------- |
| 1                                | 2013年1月30日                    | #01 - #07                        | 神谷浩史（エレクパイル・デュカキス 役） | IXION-0001                       |
| 2                                | 2013年3月27日                    | #08 - #14                        | 細谷佳正 （ペット 役）                  | IXION-0002                       |

## 漫画
イクシオン サーガ
『別冊少年マガジン』（講談社）2012年11月号から2013年6月号まで連載された。作画は小宮山優作。
本作同様、原作ゲームをコミカライズした作品。アニメ第10話で現実世界の回想シーンで登場。
イクシオン サーガ ED
『月刊コミックZERO-SUM』（一迅社）2012年11月号から2014年2月号まで連載された。作画は双葉はづき。
タイトル通り、エレクを主軸としたストーリーとなっている。

## 小説
『イクシオン サーガ 盗賊の傭兵団』
講談社ラノベ文庫より2012年11月2日刊行。秋口ぎぐる著、イラストはみやこかしわが担当。